# Otoblastus fuscipennis
Otoblastus fuscipennis är en stekelart som först beskrevs av Cameron 1904.  Otoblastus fuscipennis ingår i släktet Otoblastus och familjen brokparasitsteklar. Inga underarter finns listade i Catalogue of Life.